# Saint-Gilles (Gard)
Pour les articles homonymes, voir Saint-Gilles.
Saint-Gilles-du-Gard redirige ici.
Saint-Gilles, aussi appelée Saint-Gilles-du-Gard, est une commune française située dans le sud-est du département du Gard, en région Occitanie.
Exposée à un climat méditerranéen, elle est drainée par le Rhône, le canal d'irrigation du Bas-Rhône Languedoc, le canal du Rhône à Sète, le ruisseau de l'Agau, Valat des Grottes, Valladas de Sainte-Colombe. Incluse dans la Camargue (delta du Rhône), la commune possède un patrimoine naturel remarquable : trois sites Natura 2000 (« le Petit Rhône », la « Petite Camargue » et la « Camargue gardoise fluvio-lacustre »), trois espaces protégés (les « Costières de Nimes », la Camargue et la Petite Camargue) et trois zones naturelles d'intérêt écologique, faunistique et floristique.
Saint-Gilles est une commune urbaine qui compte 14 427 habitants en 2022, après avoir connu une forte hausse de la population depuis 1962. Elle est dans l'unité urbaine de Saint-Gilles et fait partie de l'aire d'attraction de Nîmes.
La ville, qui doit son nom au célèbre abbé Gilles l'Ermite dont elle garde le tombeau, fut un des plus importants lieux de pèlerinage de la chrétienté au XIIe siècle. Ses habitants sont appelés les Saint-Gillois ou  Saint-Gilloises.
Le patrimoine architectural de la commune comprend neuf immeubles protégés au titre des monuments historiques : l'église abbatiale, classée en 1840, la maison romane, classée en 1862, le mas de Liviers, inscrit en 1935, une maison, inscrit en 1936, deux maisons, inscrites en 1949, la chapelle Sainte-Colombe, inscrite en 1949, le château d'Espeyran, inscrit en 2009, l'abbaye de Saint-Gilles, classée en  1984, puis inscrite en 2014 et classée à nouveau en 2018, et trois maisons, inscrites  en 1963 et 1964.

## Géographie

### Localisation
Saint-Gilles est la cinquième ville du département du Gard en nombre d'habitants. La ville est l'une des soixante-quinze communes membres du Schéma de cohérence territoriale (SCOT) du sud du Gard (voir lien) et fait également partie des quarante-et-une communes du pays Garrigues Costières. Enfin, la ville est membre du Syndicat mixte pour la protection et la gestion de la Camargue gardoise, avec sept autres communes du sud du département.

### Communes limitrophes
Les communes limitrophes sont  Arles, Beauvoisin, Bellegarde, Caissargues, Fourques, Garons, Générac, Nîmes, Les Saintes-Maries-de-la-Mer et Vauvert.

### Relief
Saint-Gilles étant en limite de la Camargue, une grande partie du territoire de la commune, à l'est, est plane. Le village, quant à lui, a été construit sur une colline.

### Hydrographie

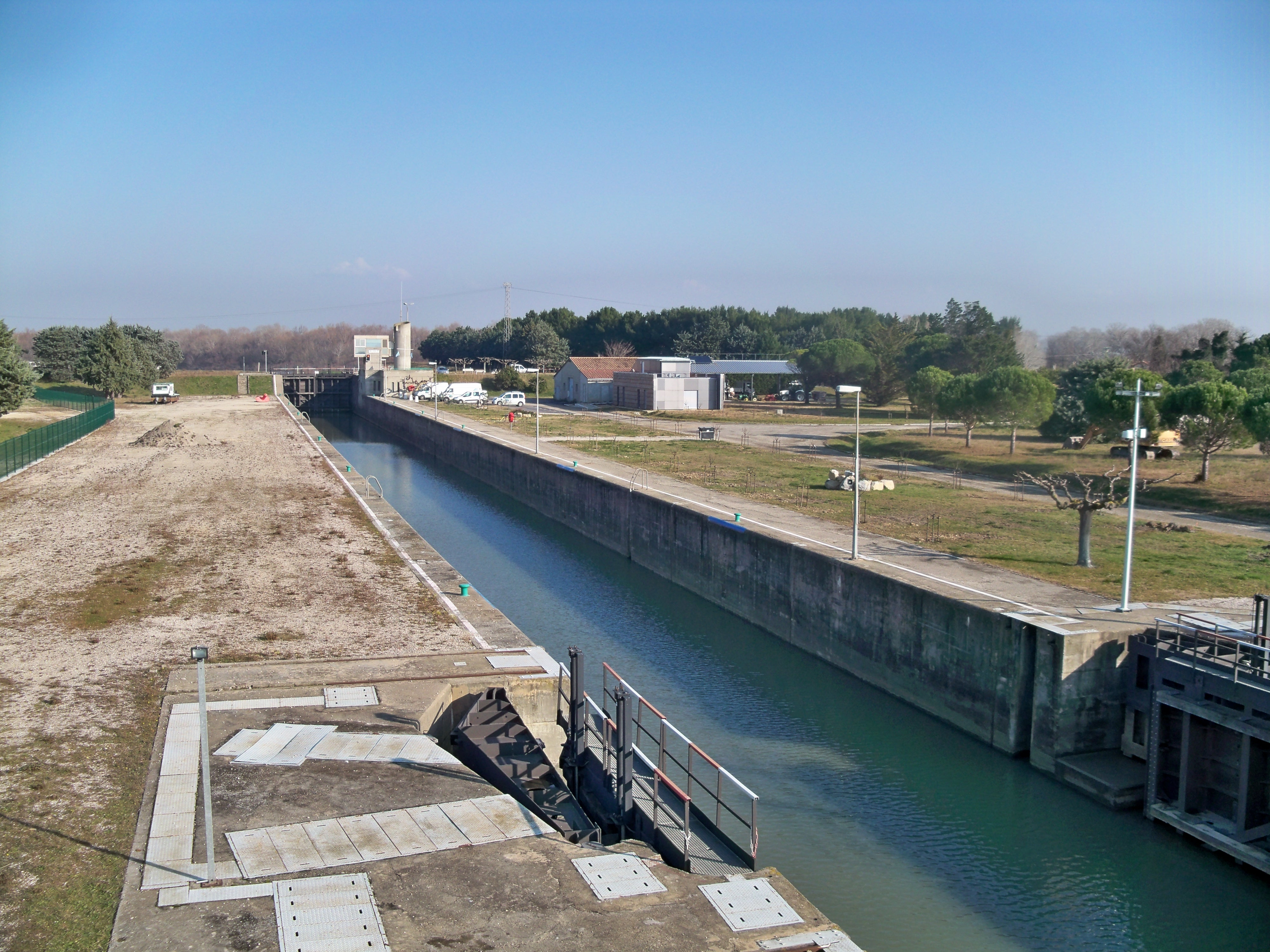
Écluse de Saint-Gilles.

Traversée par le canal du Rhône à Sète et le canal du Bas-Rhône-Languedoc, la commune, de très grande superficie (15 373 hectares dont 1 344 de vignes et 532 de bois), se divise en deux parties distinctes :
- au nord, les collines des Costières qui portent vignes et garrigues ;
- au sud, les rives du Petit-Rhône qui s'étendent entre les marais et les étangs de Petite Camargue. En bordure du fleuve sont quelques mas et l'écluse moderne de Saint-Gilles, qui met en communication le canal et le Petit-Rhône.

### Climat
Le climat qui caractérise la commune est qualifié, en 2010, de « climat méditerranéen franc », selon la typologie des climats de la France qui compte alors huit grands types de climats en métropole. En 2020, la commune ressort du type « climat méditerranéen » dans la classification établie par Météo-France, qui ne compte désormais, en première approche, que cinq grands types de climats en métropole. Pour ce type de climat, les hivers sont doux et les étés chauds, avec un ensoleillement important et des vents violents fréquents.
Les paramètres climatiques qui ont permis d’établir la typologie de 2010 comportent six variables pour les températures et huit pour les précipitations, dont les valeurs correspondent à la normale 1971-2000. Les sept principales variables caractérisant la commune sont présentées dans l'encadré suivant.
| Paramètres climatiques communaux sur la période 1971-2000 - Moyenne annuelle de température : 14,4 °C - Nombre de jours avec une température inférieure à −5 °C : 1,4 j - Nombre de jours avec une température supérieure à 30 °C : 17,6 j - Amplitude thermique annuelle : 17,3 °C - Cumuls annuels de précipitation : 643 mm - Nombre de jours de précipitation en janvier : 6,5 j - Nombre de jours de précipitation en juillet : 2,4 j |

Avec le changement climatique, ces variables ont évolué. Une étude réalisée en 2014 par la Direction générale de l'Énergie et du Climat complétée par des études régionales prévoit en effet que la  température moyenne devrait croître et la pluviométrie moyenne baisser, avec toutefois de fortes variations régionales. La station météorologique de Météo-France installée sur la commune et mise en service en 1964 permet de connaître l'évolution des indicateurs météorologiques. Le tableau détaillé pour la période 1981-2010 est présenté ci-après.
La température moyenne annuelle évolue de 14,8 °C pour la période 1971-2000, à 15,1 °C pour 1981-2010, puis à 15,6 °C pour 1991-2020.
| Mois                                  | jan.             | fév.            | mars            | avril         | mai            | juin           | jui.            | août            | sep.           | oct.          | nov.            | déc.            | année      |
| ------------------------------------- | ---------------- | --------------- | --------------- | ------------- | -------------- | -------------- | --------------- | --------------- | -------------- | ------------- | --------------- | --------------- | ---------- |
| Température minimale moyenne (°C)     | 3                | 3,5             | 6,2             | 8,5           | 12,4           | 16             | 18,8            | 18,5            | 15,1           | 11,7          | 6,7             | 3,9             | 10,4       |
| Température moyenne (°C)              | 6,8              | 7,7             | 10,9            | 13,4          | 17,5           | 21,5           | 24,5            | 24,1            | 20,1           | 15,8          | 10,5            | 7,4             | 15,1       |
| Température maximale moyenne (°C)     | 10,5             | 12              | 15,5            | 18,3          | 22,6           | 27             | 30,3            | 29,7            | 25,2           | 20            | 14,2            | 10,9            | 19,7       |
| Record de froid (°C) date du record   | −10,9 15.01.1985 | −8,4 10.02.1986 | −7 07.03.1971   | −0,7 08.04.21 | 3,3 05.05.1977 | 6,6 04.06.1984 | 10,8 08.07.1978 | 10,3 30.08.1986 | 6,1 29.09.1974 | 1,9 17.10.15  | −3,8 27.11.10   | −7,3 29.12.1996 | −10,9 1985 |
| Record de chaleur (°C) date du record | 20,5 10.01.15    | 23,8 28.02.19   | 26,9 21.03.1990 | 29,6 08.04.11 | 35,1 31.05.01  | 44,1 28.06.19  | 38,1 07.07.1982 | 39,9 01.08.20   | 35,3 01.09.16  | 31,3 04.10.11 | 26,3 03.11.1970 | 20,3 29.12.21   | 44,1 2019  |
| Précipitations (mm)                   | 57,6             | 45,4            | 40,3            | 59,3          | 51,3           | 35,3           | 22,8            | 38,4            | 99,4           | 102,6         | 80,6            | 63,5            | 696,5      |

### Milieux naturels et biodiversité

#### Espaces protégés
La protection réglementaire est le mode d’intervention le plus fort pour préserver des espaces naturels remarquables et leur biodiversité associée,.
La commune fait également partie de la Camargue (delta du Rhône), un territoire  reconnu réserve de biosphère par l'UNESCO en 1977 pour ses nombreux bombements sources de diversité : bourrelets alluviaux des bras anciens et actuels du Rhône et cordons dunaires élaborés par les courants marins et les rivages historiques de la Méditerranée. Entre ces replis encore en partie boisés, dans les dépressions, se répartissent des terres basses occupées par les lagunes bordées de steppes salées, les marais à roselières en partie exploités pour la coupe du roseau et les étangs - dont le plus grand, le Vaccarès, occupe 6 500 hectares,.
Trois autres espaces protégés sont présents sur la commune : 
- les « Costières de Nimes », un terrain acquis (ou assimilé) par un conservatoire d'espaces naturels, d'une superficie de 2 027 ha[14] ;
- la Camargue, une zone humide protégée par la convention de Ramsar, d'une superficie de 84 620 ha[15] ;
- la Petite Camargue, une zone humide protégée par la convention de Ramsar, d'une superficie de 41 705,5 ha[16].

#### Réseau Natura 2000

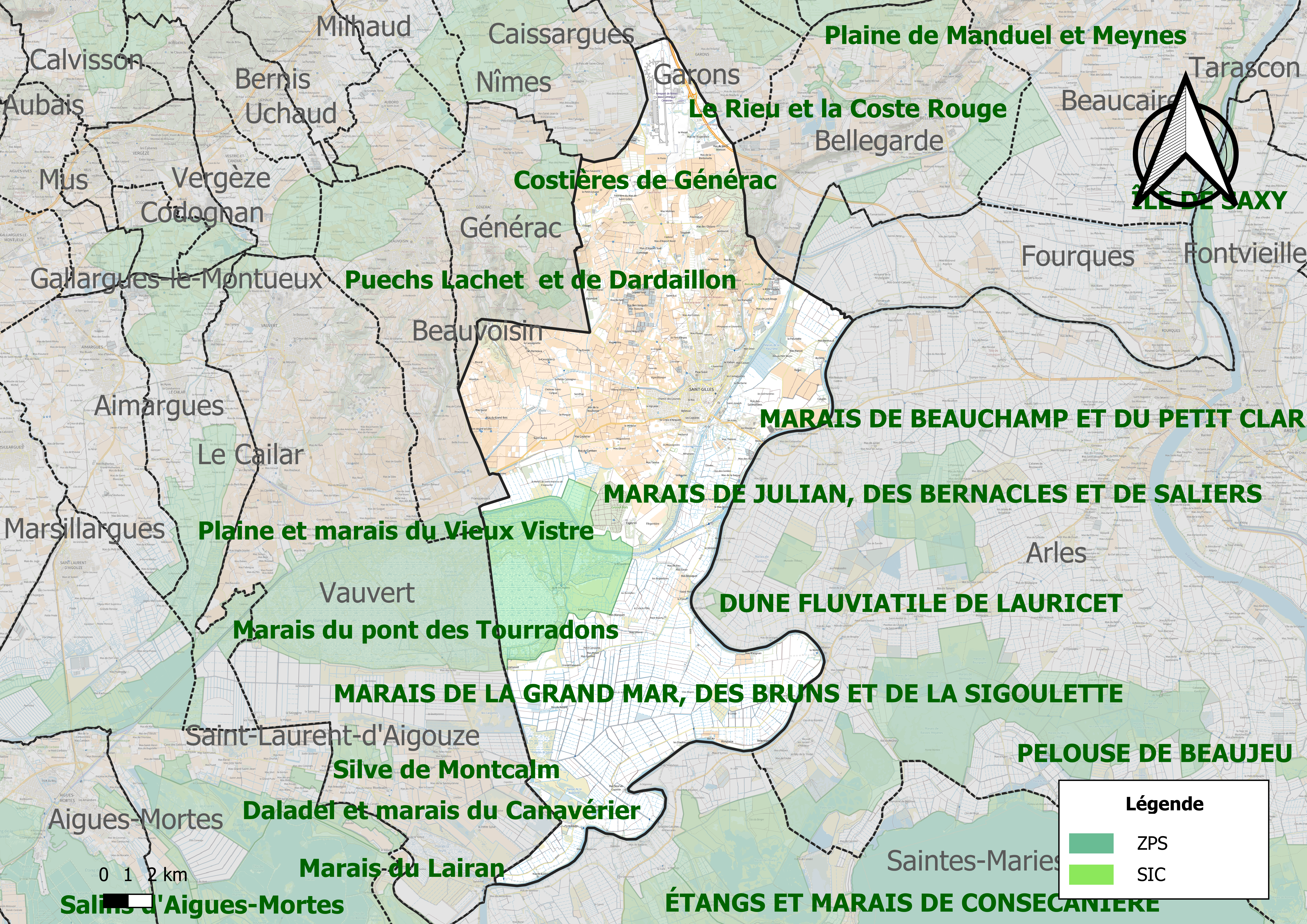
Sites Natura 2000 sur le territoire communal.

Le réseau Natura 2000 est un réseau écologique européen de sites naturels d'intérêt écologique élaboré à partir des directives habitats et oiseaux, constitué de zones spéciales de conservation (ZSC) et de zones de protection spéciale (ZPS).
Deux sites Natura 2000 ont été définis sur la commune au titre de la directive habitats :
- « le Petit Rhône », d'une superficie de 806 ha, un site de grande importance pour la remontée des poissons migrateurs, parfaitement complémentaire du Grand Rhône[19] ;

la « petite Camargue », d'une superficie de 34 412 ha, une grande zone humide littorale indissociable de la Camargue provençale. Il comprend deux ensembles très intéressants : d'une part une zone laguno-marine avec un important massif dunaire actif avec de nombreuses dunes vives et fixées dont certaines boisées (Genévriers et Pins pignons) et d'autre part une zone fluvio-lacustre constituée de marais et d'étangs doux à saumâtres ;
et un au titre de la directive oiseaux : 
- la « Camargue gardoise fluvio-lacustre », d'une superficie de 5 728 ha, comprenant une vaste zone (2 600 ha) de marais dulçaquicoles constituée par les étangs du Charnier, du Grey et du Scamandre ceinturés par la plus vaste étendue de roselières de la région (1 760 ha)[21].

#### Zones naturelles d'intérêt écologique, faunistique et floristique
L’inventaire des zones naturelles d'intérêt écologique, faunistique et floristique (ZNIEFF) a pour objectif de réaliser une couverture des zones les plus intéressantes sur le plan écologique, essentiellement dans la perspective d’améliorer la connaissance du patrimoine naturel national et de fournir aux différents décideurs un outil d’aide à la prise en compte de l’environnement dans l’aménagement du territoire.
Une ZNIEFF de type 1 est recensée sur la commune :
les « étangs du Charnier et du Scamandre » (4 301 ha), couvrant 4 communes du département et deux ZNIEFF de type 2, : 
- la « Camargue fluvio-lacustre et laguno-marine » (82 788 ha), couvrant 8 communes dont 2 dans les Bouches-du-Rhône et 6 dans le Gard[24] ;
- la « Camargue gardoise » (42 422 ha), couvrant 12 communes dont 11 dans le Gard et 1 dans l'Hérault[25].

Carte des ZNIEFF de type 1 et 2 à Saint-Gilles.
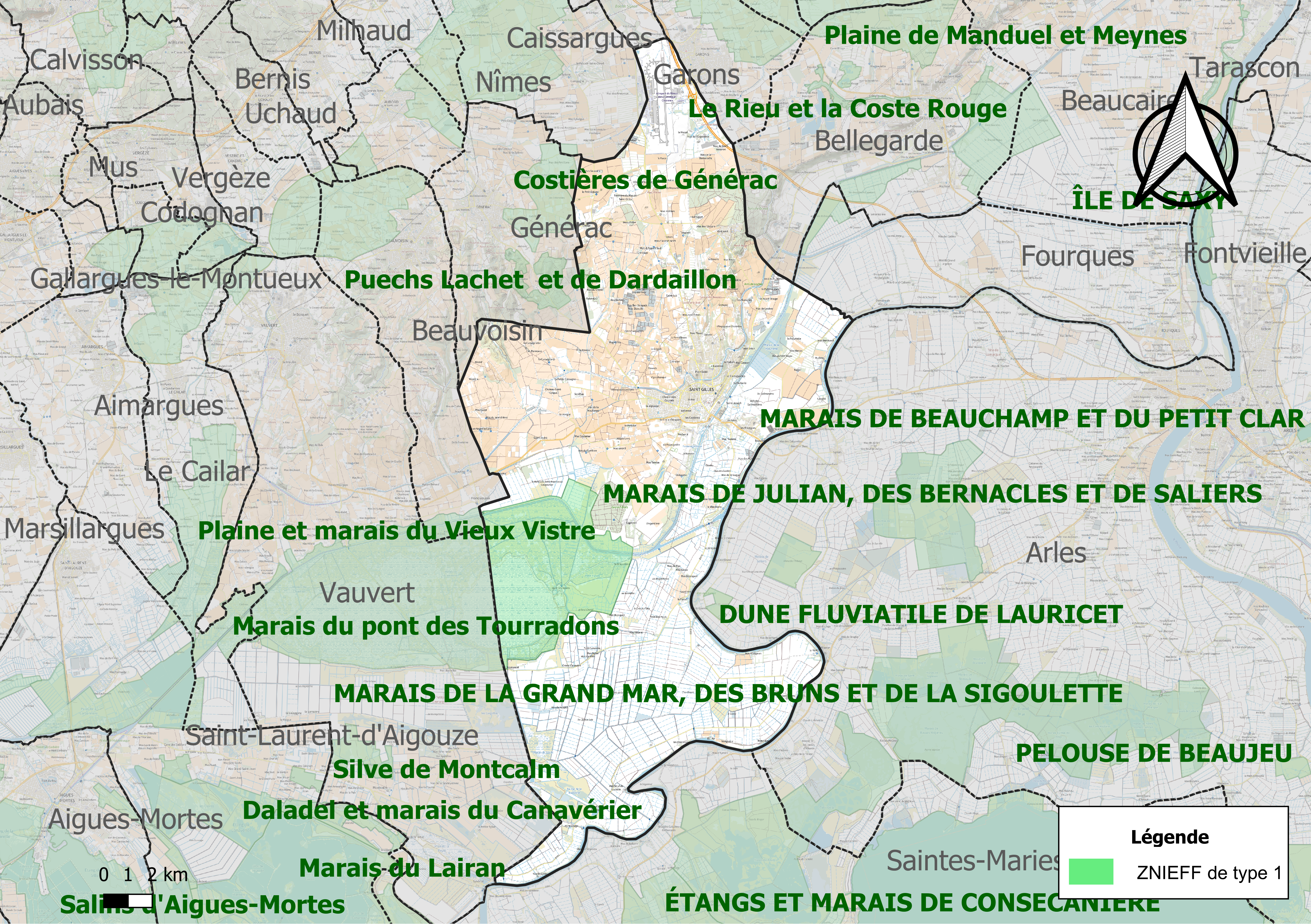
Carte de la ZNIEFF de type 1 sur la commune.
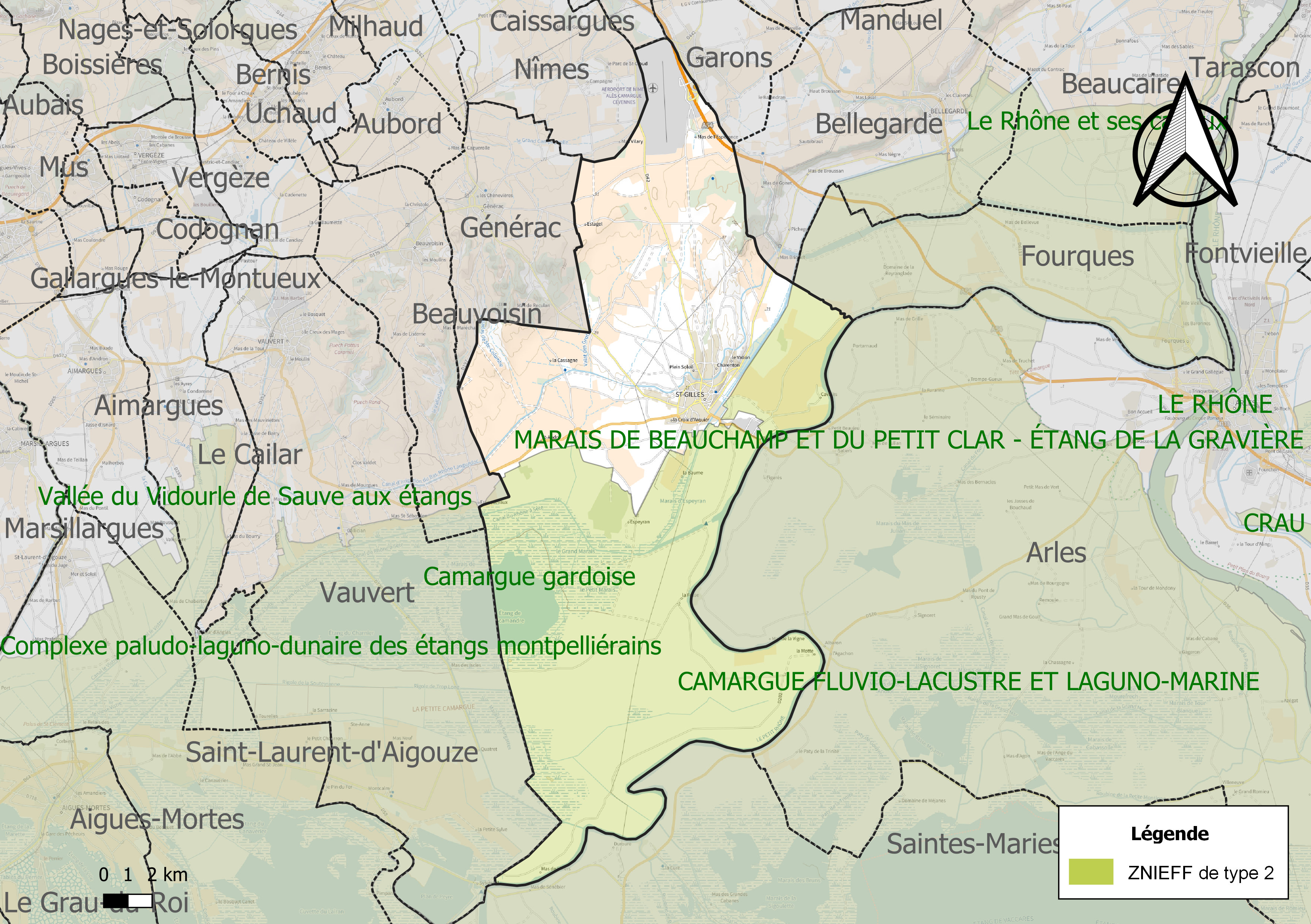
Carte des ZNIEFF de type 2 sur la commune.

## Urbanisme

### Typologie
Au 1er janvier 2024, Saint-Gilles est catégorisée centre urbain intermédiaire, selon la nouvelle grille communale de densité à sept niveaux définie par l'Insee en 2022.
Elle appartient à l'unité urbaine de Saint-Gilles, une unité urbaine monocommunale constituant une ville isolée,. Par ailleurs la commune fait partie de l'aire d'attraction de Nîmes, dont elle est une commune de la couronne,. Cette aire, qui regroupe 92 communes, est catégorisée dans les aires de 200 000 à moins de 700 000 habitants,.

### Occupation des sols

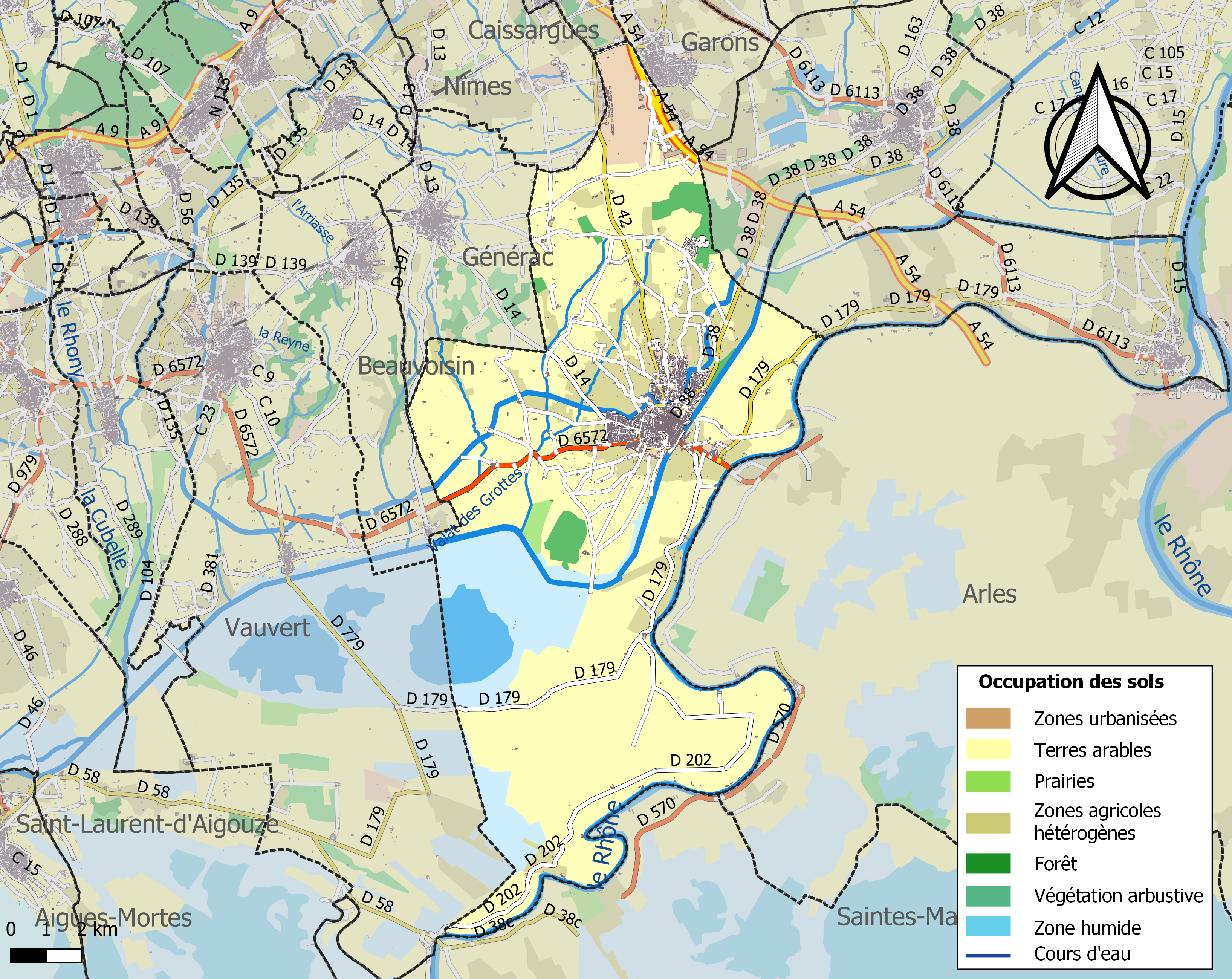
Carte des infrastructures et de l'occupation des sols de la commune en 2018 (CLC).

L'occupation des sols de la commune, telle qu'elle ressort de la base de données européenne d’occupation biophysique des sols Corine Land Cover (CLC), est marquée par l'importance des territoires agricoles (76,5 % en 2018), en diminution par rapport à 1990 (77,8 %). La répartition détaillée en 2018 est la suivante : 
terres arables (34,2 %), cultures permanentes (28,1 %), zones agricoles hétérogènes (13,7 %), zones humides intérieures (9,7 %), eaux continentales (4,7 %), zones industrielles ou commerciales et réseaux de communication (3,6 %), zones urbanisées (3,1 %), forêts (2,4 %), prairies (0,5 %).
L'IGN met par ailleurs à disposition un outil en ligne permettant de comparer l’évolution dans le temps de l’occupation des sols de la commune (ou de territoires à des échelles différentes). Plusieurs époques sont accessibles sous forme de cartes ou photos aériennes : la carte de Cassini (XVIIIe siècle), la carte d'état-major (1820-1866) et la période actuelle (1950 à aujourd'hui).

### Lieux-dits et hameaux
Saint-Gilles compte plusieurs hameaux et lieux-dits : Pont Rouge, Puech Rouge, Espeyran, Estagel, la Baume, la Cassagne.

### Voies de communication et transports
Saint-Gilles-du-Gard est accessible par la route départementale D 572 depuis Arles, à l'est, et la route départementale D 672, depuis Vauvert, à l'ouest. La route départementale D 42 relie la commune à Nîmes et à l'aéroport de Nîmes-Garons, l'aéroport le plus proche, au nord. La route départementale D 38 relie Saint-Gilles a Bellegarde ou Beaucaire et la D14, enfin, Saint-Gilles à Générac.

### Risques majeurs
Le territoire de la commune de Saint-Gilles est vulnérable à différents aléas naturels : météorologiques (tempête, orage, neige, grand froid, canicule ou sécheresse), inondations, feux de forêts et séisme (sismicité très faible). Il est également exposé à trois risques technologiques,  le transport de matières dangereuses et  le risque industriel et la rupture d'un barrage. Un site publié par le BRGM permet d'évaluer simplement et rapidement les risques d'un bien localisé soit par son adresse soit par le numéro de sa parcelle.

#### Risques naturels
La commune fait partie du territoire à risques importants d'inondation (TRI) de Delta du Rhône, regroupant 8 communes du delta du Rhône et s'étendant sur les départements des Bouches-du-Rhône et du Gard, un des 31 TRI qui ont été arrêtés fin 2012 sur le bassin Rhône-Méditerranée, retenu au regard des risques de submersions marines et de débordements du Rhône. Parmi les événements significatifs qui ont touché le territoire, peuvent être citées les crues récentes du Rhône d'octobre 1993, de janvier 1994 et de décembre 2003, les crues passées de novembre 1840 et de  mai 1856, les tempêtes sur le littoral de novembre 1982, décembre 199, et plus anciennes, d'octobre 1886 (Durance) et de septembre 1890 (Ardèche). Des cartes des surfaces inondables ont été établies pour trois scénarios : fréquent (crue de temps de retour de 10 ans à 30 ans), moyen (temps de retour de 100 ans à 300 ans) et extrême (temps de retour de l'ordre de 1 000 ans, qui met en défaut tout système de protection),. La commune a été reconnue en état de catastrophe naturelle au titre des dommages causés par les inondations et coulées de boue survenues en 1982, 1987, 1994, 1999, 2002, 2003, 2005, 2016 et 2018,.

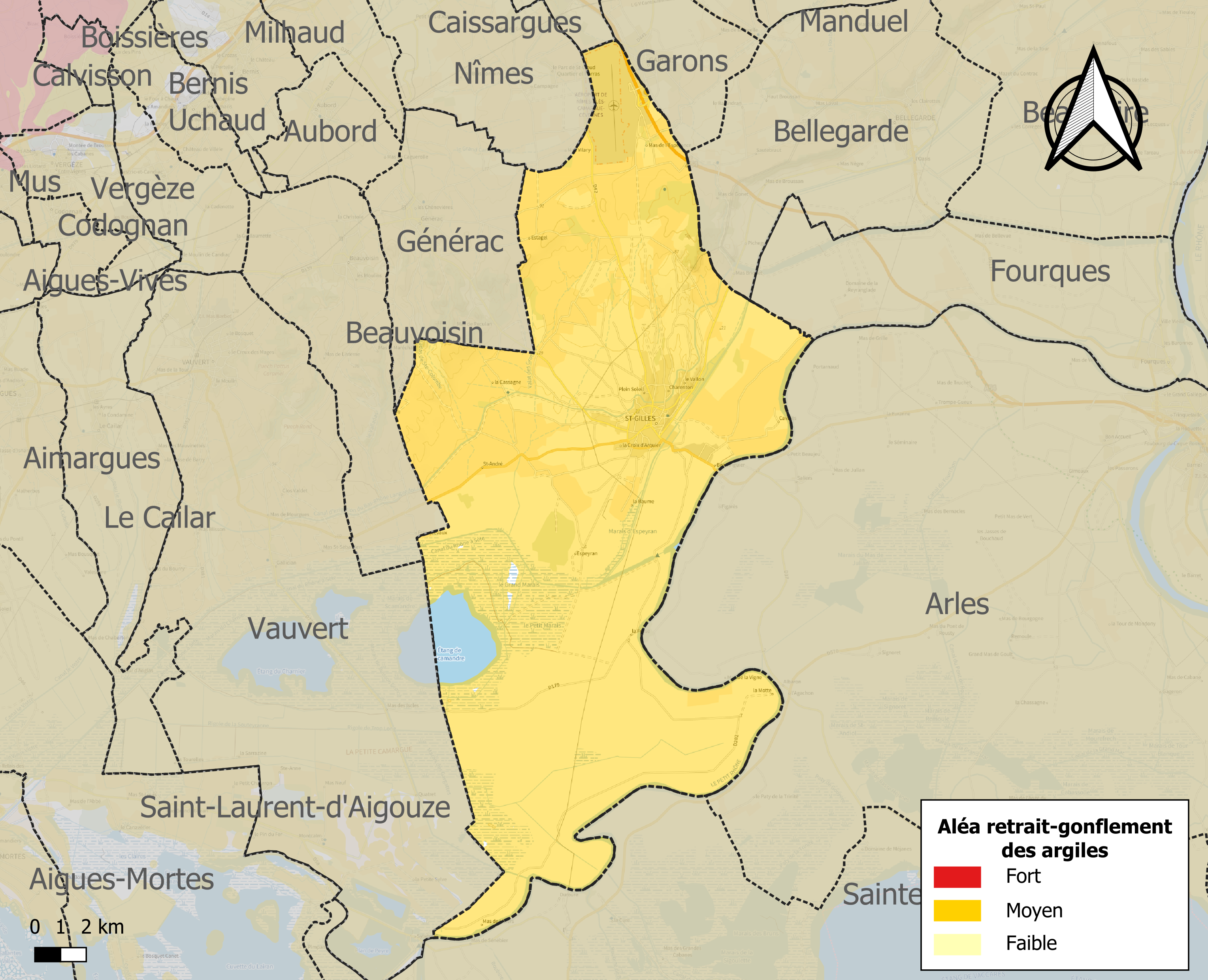
Carte des zones d'aléa retrait-gonflement des sols argileux de Saint-Gilles.

Le retrait-gonflement des sols argileux est susceptible d'engendrer des dommages importants aux bâtiments en cas d’alternance de périodes de sécheresse et de pluie. 97,6 % de la superficie communale est en aléa moyen ou fort (67,5 % au niveau départemental et 48,5 % au niveau national). Sur les 4 305 bâtiments dénombrés sur la commune en 2019, 4305 sont en aléa moyen ou fort, soit 100 %, à comparer aux 90 % au niveau départemental et 54 % au niveau national. Une cartographie de l'exposition du territoire national au retrait gonflement des sols argileux est disponible sur le site du BRGM,.
Par ailleurs, afin de mieux appréhender le risque d’affaissement de terrain, l'inventaire national des cavités souterraines permet de localiser celles situées sur la commune.

#### Risques technologiques
La commune est exposée au risque industriel du fait de la présence sur son territoire d'une entreprise soumise à la directive européenne SEVESO.
Le risque de transport de matières dangereuses sur la commune est lié à sa traversée par des infrastructures routières ou ferroviaires importantes ou la présence d'une canalisation de transport d'hydrocarbures. Un accident se produisant sur de telles infrastructures est en effet susceptible d’avoir des effets graves au bâti ou aux personnes jusqu’à 350 m, selon la nature du matériau transporté. Des dispositions d’urbanisme peuvent être préconisées en conséquence.
La commune est en outre située en aval des barrages de Sainte-Croix et de Serre-Ponçon, deux ouvrages de classe A. À ce titre elle est susceptible d’être touchée par l’onde de submersion consécutive à la rupture d'un de ces ouvrages.

## Toponymie
La commune tient son nom de Gilles l'Ermite (connu également sous le nom de Saint Egide, de son nom grec Ægidius), qui est enseveli sous l'abbaye de Saint-Gilles depuis le VIIe siècle. La ville s'appelle en occitan : Sant Gèli.

## Histoire

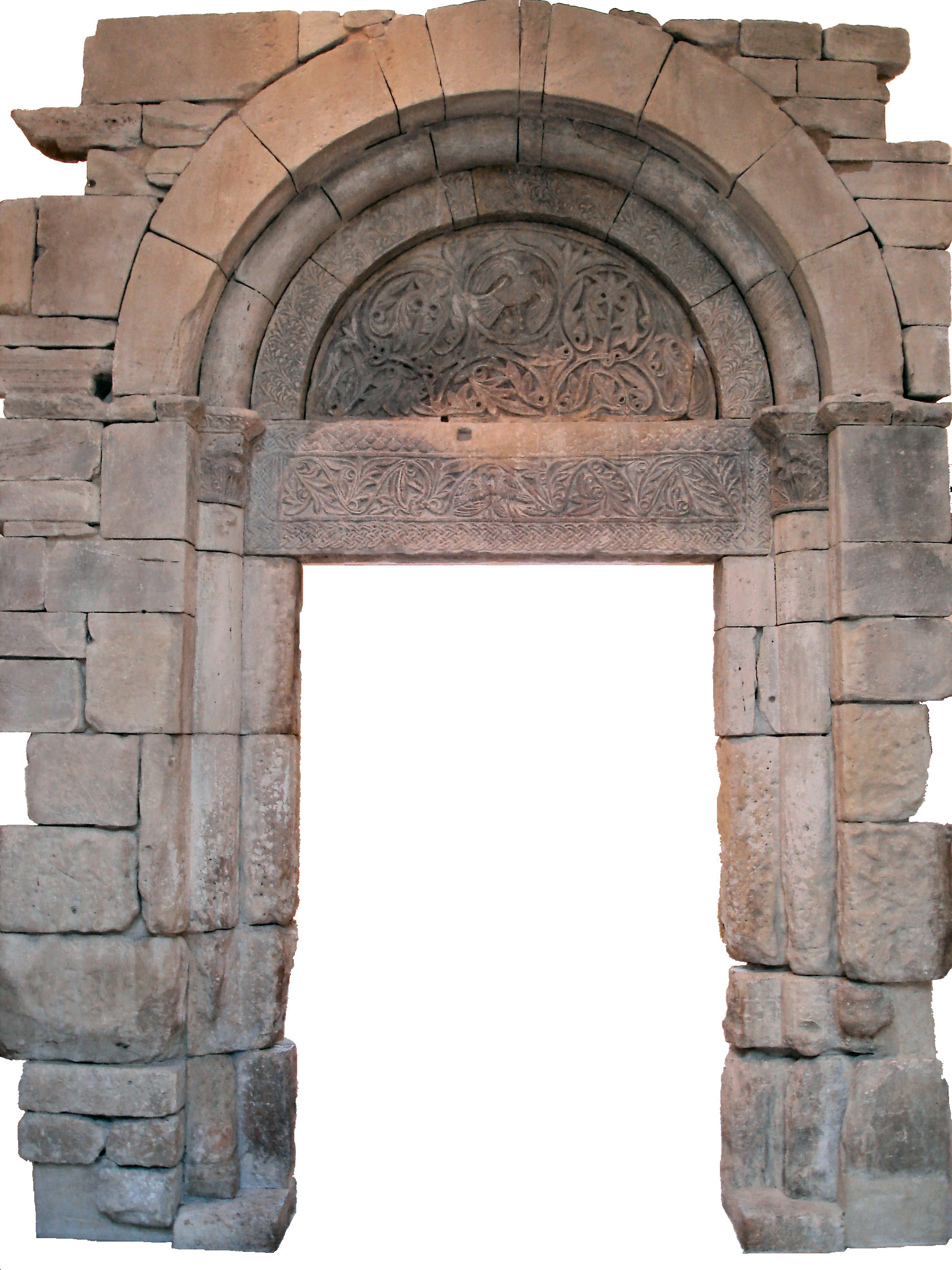
Porte de l'ancien prieuré d'Estagel.

Saint-Gilles est sans doute le Pons Aerarium de l'Itinéraire de Bordeaux à Jérusalem (333 apr. J.-C.), à 12 milles de Nîmes et 8 milles d'Arles. C'est l'aboutissement de la Voie Régordane, route descendant du Massif central et des Cévennes. Aujourd'hui à la lisière de la Camargue, Saint-Gilles était autrefois un port utilisé par les marchands, les pèlerins et les croisés.
Les descendants d'Eudes de Toulouse, le comte de Toulouse et le comte de Rouergue se partagent en 975 le comté de Nîmes. Guillaume Taillefer reçoit Saint-Gilles. Son fils, Pons de Toulouse est comte de Toulouse et de Saint-Gilles. Son domaine est partagé entre ses deux fils. Raymond IV reçoit le comté de Saint-Gilles, puis le comté de Toulouse à la mort de son frère, Guillaume IV de Toulouse. Son fils, Bertrand de Toulouse, renonce au comté de Saint-Gilles à la demande de son père au profit de son frère Alphonse Jourdain né en 1103 en Terre sainte, mais Bertrand de Toulouse occupe le comté de Saint-Gilles à la mort de son père, en 1105. Il est alors excommunié. Bertrand de Toulouse part pour la Terre sainte en 1108 et confie le comté de Toulouse à son frère Alphonse Jourdain.
En 1095 a été créée la monnaie de Saint-Gilles, moneta egidiensis. Le champ de l'avers représente un quadripède devant une croix. Le quadrupède représenté sur l'avers a été un sujet de discussion entre numismates. La proximité de cette représentation avec l'Agneau pascal qui a été utilisé sur la monnaie créée dans le comté de Tripoli par Bertrand de Toulouse a amené des numismates à penser que ce quadrupède est un agneau pascal. D'autres y voient un cheval. Cette monnaie qui a été en concurrence pendant un temps avec le denier melgorien est citée dans des textes en 1105, 1109, 1110, 1138 et 1141. Elle est citée pour la dernière fois en 1144. Le melgorien est redevenu progressivement la seule monnaie du Languedoc entre 1130 et 1150 mais qui est en concurrence avec le sol raymondin créé en 1150 par Raymond V de Toulouse, marquis de Provence. Le monnayage de Saint-Gilles n'a duré que 50 ans,.
C'est à Saint-Gilles que fut brûlé en 1126, un des premiers grands hérésiarques du Midi, Pierre de Bruys, qui prêchait une doctrine anti sacerdotale.
En 1208, le légat du pape Pierre de Castelnau, un ami du pape Innocent III, parcourt la région pour essayer d'endiguer l'hérésie cathare dans le midi de la France. Il est assassiné par un écuyer du comte de Toulouse Raymond VI le 14 janvier 1208 à Trinquetaille, à une quinzaine de kilomètres de l'abbatiale de Saint-Gilles où il est inhumé. Cet évènement est à l'origine du concile des évêques réunis dans l'abbatiale de Saint-Gilles le 18 juin 1209, au cours duquel le pape Innocent III lance l'appel à la Croisade contre les Albigeois, avec pour priorité de procéder au sac de Béziers : ce sac aura lieu un mois plus tard les 22 et 23 juillet 1209 avec une armée croisée de 20 000 hommes sous le commandement de l'abbé de Citeaux, Arnaud Amalric.
Au XIVe siècle, les vins de Saint-Gilles et de la Costière sont parmi les plus prisés de la Cour pontificale d’Avignon. Jean XXII fait venir son « vin nouveau » de Saint-Gilles et Beaucaire. Quand, en 1367, Urbain V quitte Avignon pour Rome il se fait envoyer par le port d’Arles une cargaison de vin de la Costière et de Beaune. De retour en Avignon, Grégoire XI fit lui aussi approvisionner ses celliers par les vins de Saint-Gilles et la Costière.
Si, durant tout le Moyen Âge, les vins provenant de ce terroir furent considérés à l'égal de ceux de Beaune, c'est qu'ils étaient produits avec un cépage exceptionnel, le mourvèdre appelé alors « plant de Saint-Gilles ».
Le comté de Saint-Gilles a été une possession des comtes de Toulouse. La ville fut prise par le gouverneur du Languedoc, Damville, alors en délicatesse avec le roi, en janvier 1575. Elle est rapidement reprise par le baron d’Acier.
Au cours de la Révolution française, la commune porte provisoirement le nom de Héraclée. Saint-Gilles s'est aussi appelée Saint-Gilles-les-Boucheries jusqu'en 1837.
À partir de 1939, le territoire de la commune abrite la Base d'aéronautique navale de Nîmes-Garons, devenue l'aéroport de Nîmes Alès Camargue Cévennes.
Après enquête, le préfet du régime de Vichy décide de maintenir Alexandre Girard, le maire socialiste indépendant, suspecté pour son attitude équivoque. Il est néanmoins remplacé avant la fin de la guerre par une délégation spéciale dont le président était de tendance conservatrice.

### Les Hospitaliers
Au XIIIe siècle, c'est le lieu de naissance du pape Clément IV.
Saint-Gilles a été le siège du grand prieuré de la langue de Provence de l'ordre de Saint-Jean de Jérusalem, jusqu'en 1615, date de son transfert à Arles.

## Politique et administration

### Liste des maires
| Période      | Période               | Identité             | Étiquette    | Qualité |
| ------------ | --------------------- | -------------------- | ------------ | --- |
| mai 1945     | juillet 1945          | Louis Bourelly       |              | |
| juillet 1945 | mai 1953              | Pierre Henry Grezoux |              | |
| mai 1953     | mars 1959             | Jean-Auguste Brun    |              | |
| mars 1959    | mars 1965             | Alexandre Girard     | DVD          | Conseiller général du canton de Saint-Gilles (1951 → 1970) |
| mars 1965    | mars 1971             | Franc Delord         |              | |
| mars 1971    | mars 1977             | Rémy Faure           | DVD          | |
| mars 1977    | mars 1989             | Louis Girard         | DVD puis RPR | Conseiller général du canton de Saint-Gilles (1970 → 2001) |
| mars 1989    | mai 1992, (démission) | Charles de Chambrun  | FN           | Administrateur de société Député du Gard (1986 → 1988) Conseil régional du Languedoc-Roussillon (1992 → 1998)                                                                                    |
| juillet 1992 | mars 2008             | Roland Gronchi       | UDF puis UMP | |
| mars 2008    | août 2010 (démission) | Olivier Lapierre     | UMP          | Médecin retraité Conseiller général du canton de Saint-Gilles (2001 → 2015) |
| octobre 2010 | 5 avril 2014          | Alain Gaido          | PS           | Vice-président de Nîmes Métropole (2010 → 2014) |
| 5 avril 2014 | en cours              | Eddy Valadier        | UMP → LR     | Cadre administratif et financier Conseil régional du Languedoc-Roussillon (2010 → 2015) Conseiller départemental du canton de Saint-Gilles (2015 → ) Vice-président de Nîmes Métropole (2014 → ) |

### Tendances politiques et résultats
Saint-Gilles a eu quelque temps une municipalité d'extrême-droite, une première en France pour une ville de plus de 10 000 habitants,, (Charles de Chambrun, Front national, élu en 1989), finalement remplacée en 1992 par une coalition de droite et de gauche menée par un maire sans étiquette, Roland Gronchi, lors d'une élection partielle.
En 2010, à la suite d'une autre élection partielle due à la démission du Conseil municipal, la mairie revient, pour la première fois depuis 50 ans, à la gauche. C'est Alain Gaido (PS) qui reconquiert le fauteuil de maire, opposé à une droite divisée en trois listes.
En 2014, la ville bascule à nouveau à droite avec l'élection de l'UMP Eddy Valadier face au FN Gilbert Collard, la liste du maire PS sortant, Alain Gaido, s'étant désistée au second tour au profit de la liste d'Eddy Valadier.
En 2020, la liste d'Eddy Valadier est élue au premier tour avec 70,03% face aux candidats du Rassemblement national et du Parti socialiste.

### Canton
Saint-Gilles est le chef-lieu du canton du même nom. Il dépend de la deuxième circonscription du Gard.

### Intercommunalité
Saint Gilles est l'une des 27 communes de Communauté d'agglomération Nîmes Métropole, dont le président est Yvan Lachaud (UDI). L'intercommunalité et la commune de Saint-Gilles coordonnent actuellement deux dossiers : une nouvelle station d'épuration, ainsi que la création de l'« Actiparc Mitra» (zone d'activité économique).

### Jumelages
Saint Gilles est jumelée avec Altopascio, en Toscane ( Italie).
Saint Gilles, est depuis le 27 octobre 2016, jumelée avec la ville d'Abensberg, en Bavière ( Allemagne).
| Saint-Gilles Altopascio Abensberg |

## Démographie
L'évolution du nombre d'habitants est connue à travers les recensements de la population effectués dans la commune depuis 1793. Pour les communes de plus de 10 000 habitants les recensements ont lieu chaque année à la suite d'une enquête par sondage auprès d'un échantillon d'adresses représentant 8 % de leurs logements, contrairement aux autres communes qui ont un recensement réel tous les cinq ans,.

En 2022, la commune comptait 14 427 habitants, en évolution de +5,96 % par rapport à 2016 (Gard : +2,97 %, France hors Mayotte : +2,11 %).
| 1793  | 1800  | 1806  | 1821  | 1831  | 1836  | 1841  | 1846  | 1851  |
| ----- | ----- | ----- | ----- | ----- | ----- | ----- | ----- | ----- |
| 5 000 | 5 047 | 5 212 | 5 600 | 5 561 | 5 797 | 5 635 | 5 832 | 5 985 |

| 1856  | 1861  | 1866  | 1872  | 1876  | 1881  | 1886  | 1891  | 1896  |
| ----- | ----- | ----- | ----- | ----- | ----- | ----- | ----- | ----- |
| 6 132 | 6 365 | 6 804 | 6 211 | 6 302 | 5 268 | 5 503 | 5 947 | 6 110 |

| 1901  | 1906  | 1911  | 1921  | 1926  | 1931  | 1936  | 1946  | 1954  |
| ----- | ----- | ----- | ----- | ----- | ----- | ----- | ----- | ----- |
| 6 381 | 6 300 | 6 258 | 5 924 | 5 613 | 5 833 | 5 325 | 5 335 | 5 789 |

| 1962  | 1968  | 1975  | 1982  | 1990   | 1999   | 2006   | 2011   | 2016   |
| ----- | ----- | ----- | ----- | ------ | ------ | ------ | ------ | ------ |
| 6 721 | 8 742 | 8 679 | 9 887 | 11 304 | 11 626 | 13 234 | 13 564 | 13 615 |

| 2021   | 2022   | - | - | - | - | - | - | - |
| ------ | ------ | - | - | - | - | - | - | - |
| 14 264 | 14 427 | - | - | - | - | - | - | - |

Saint-Gilles fut une ville d'immigration de travailleurs venant d'autres régions de France ou du bassin méditerranéen tout au long du XXe siècle. Le besoin en main-d'œuvre de l'agriculture a attiré de nombreuses populations. De nombreux Saint-Gillois ont leurs origines dans le Massif central (notamment au Puy-en-Velay et en Lozère) ainsi qu'en Italie (notamment au Piémont), en Espagne ou au Maroc (notamment au Rif).

### Sécurité
La commune est classée depuis 2012 en zone de sécurité prioritaire, avec renforcement des effectifs de la gendarmerie nationale. En effet, la commune « souffre plus
que d’autres d’une insécurité quotidienne et d’une délinquance enracinée » et « connaît depuis quelques années une dégradation importante de ses conditions de sécurité », ce qui a été identifié comme tel par le Ministère de l'Intérieur du Gouvernement Jean-Marc Ayrault, permettant ainsi à ce territoire de bénéficier de gendarmes supplémentaires.

### Budget et fiscalité
| Taxe                                                | part communale | Part intercommunale | Part départementale | Part régionale |
| --------------------------------------------------- | -------------- | ------------------- | ------------------- | -------------- |
| Taxe d'habitation (TH)                              | 18,65 %        | 0,00 %              | 9,65 %              | 0,00 %         |
| Taxe foncière sur les propriétés bâties (TFPB)      | 35,18 %        | 0,00 %              | 14,30 %             | 4,86 %         |
| Taxe foncière sur les propriétés non bâties (TFPNB) | 108,61 %       | 0,00 %              | 44,07 %             | 5,37 %         |
| Taxe professionnelle (TP)                           | 0,00 %*        | 21,67 %             | 11,87 %             | 4,30 %         |

## Économie

### Revenus
En 2018  (données Insee publiées en septembre 2021), la commune compte 5 677 ménages fiscaux, regroupant 14 066 personnes. La médiane du revenu disponible par unité de consommation est de 17 350 € (20 020 € dans le département). 31 % des ménages fiscaux sont imposés (43,9 % dans le département).

### Emploi
|                | 2008   | 2013   | 2018   |
| -------------- | ------ | ------ | ------ |
| Commune        | 12,9 % | 14,1 % | 14,2 % |
| Département    | 10,6 % | 12 %   | 12 %   |
| France entière | 8,3 %  | 10 %   | 10 %   |

En 2018, la population âgée de 15 à 64 ans s'élève à 8 389 personnes, parmi lesquelles on compte 66,1 % d'actifs (51,9 % ayant un emploi et 14,2 % de chômeurs) et 33,9 % d'inactifs,. Depuis 2008, le taux de chômage communal (au sens du recensement) des 15-64 ans est supérieur à celui de la France et du département.
La commune fait partie de la couronne de l'aire d'attraction de Nîmes, du fait qu'au moins 15 % des actifs travaillent dans le pôle,. Elle compte 3 394 emplois en 2018, contre 3 053 en 2013 et 3 462 en 2008. Le nombre d'actifs ayant un emploi résidant dans la commune est de 4 422, soit un indicateur de concentration d'emploi de 76,8 % et un taux d'activité parmi les 15 ans ou plus de 50,2 %.
Sur ces 4 422 actifs de 15 ans ou plus ayant un emploi, 1 871 travaillent dans la commune, soit 42 % des habitants. Pour se rendre au travail, 84,1 % des habitants utilisent un véhicule personnel ou de fonction à quatre roues, 2,1 % les transports en commun, 4,7 % s'y rendent en deux-roues, à vélo ou à pied et 9 % n'ont pas besoin de transport (travail au domicile).

### Activités hors agriculture

#### Secteurs d'activités
1 080 établissements sont implantés  à Saint-Gilles au 31 décembre 2019. Le tableau ci-dessous en détaille le nombre par secteur d'activité et compare les ratios avec ceux du département,.
| Secteur d'activité                                                                                        | Commune | Commune | Département |
| Secteur d'activité                                                                                        | Nombre  | %       | %           |
| --- | ------- | ------- | ----------- |
| Ensemble                                                                                                  | 1 080   | 100 %   | (100 %)     |
| Industrie manufacturière, industries extractives et autres                                                | 115     | 10,6 %  | (7,9 %)     |
| Construction                                                                                              | 171     | 15,8 %  | (15,5 %)    |
| Commerce de gros et de détail, transports, hébergement et restauration                                    | 352     | 32,6 %  | (30 %)      |
| Information et communication                                                                              | 13      | 1,2 %   | (2,2 %)     |
| Activités financières et d'assurance                                                                      | 18      | 1,7 %   | (3 %)       |
| Activités immobilières                                                                                    | 58      | 5,4 %   | (4,1 %)     |
| Activités spécialisées, scientifiques et techniques et activités de services administratifs et de soutien | 138     | 12,8 %  | (14,9 %)    |
| Administration publique, enseignement, santé humaine et action sociale                                    | 123     | 11,4 %  | (13,5 %)    |
| Autres activités de services                                                                              | 92      | 8,5 %   | (8,8 %)     |

Le secteur du commerce de gros et de détail, des transports, de l'hébergement et de la restauration est prépondérant sur la commune puisqu'il représente 32,6 % du nombre total d'établissements de la commune (352 sur les 1080 entreprises implantées  à Saint-Gilles), contre 30 % au niveau départemental.

#### Entreprises et commerces
Les cinq entreprises ayant leur siège social sur le territoire communal qui génèrent le plus de chiffre d'affaires en 2020 sont : 
- Sabena Technics Fni, réparation et maintenance d'aéronefs et d'engins spatiaux (135 620 k€)
- Huilerie Cauvin, commerce de gros (commerce interentreprises) de produits laitiers, œufs, huiles et matières grasses comestibles (35 532 k€)
- Sogidi, supermarchés (23 749 k€)
- Distill Languedoc Provence - Deulep, fabrication d'autres produits chimiques organiques de base (7 387 k€)
- Pharmacie Guichard Marie Laure, commerce de détail de produits pharmaceutiques en magasin spécialisé (4 604 k€)

#### Industrie
En collaboration avec l'intercommunalité Nîmes Métropole, une nouvelle zone d'activité économique est en cours de création, sur les communes de Saint-Gilles et Garons, sa voisine. Cette zone, à cheval sur les deux communes, se situe à proximité de l'Aéroport de Nîmes-Garons et de l'autoroute A54, sur une superficie de 160 ha. 3 secteurs d'activités principaux sont préconisés : aéronautique, logistique, secteur tertiaire. De petites industries vont également s'implanter.

#### Tourisme
La ville se situe aux portes de la Camargue et capte en période estivale une partie du flux touristique balnéaire qui se dirige vers les plages comme le Grau-du-Roi ou les Saintes-Maries-de-la-Mer ; elle bénéficie aussi de l'attractivité des destinations comme Nîmes, Arles ou Montpellier.
La ville peut s'appuyer sur son patrimoine local, ses manifestations taurines et son port de plaisance. Elle est dotée d'un bureau d'information touristique.
Le camping La Chicanette compte en plein centre-ville un peu moins de 100 emplacements.

### Agriculture
La commune est dans la « Plaine Viticole », une petite région agricole occupant le  sud-est du département du Gard. En 2020, l'orientation technico-économique de l'agriculture  sur la commune est la polyculture et/ou le polyélevage. 
|               | 1988   | 2000  | 2010  | 2020  |
| ------------- | ------ | ----- | ----- | ----- |
| Exploitations | 363    | 211   | 186   | 205   |
| SAU (ha)      | 12 856 | 8 952 | 8 943 | 9 822 |

Le nombre d'exploitations agricoles en activité et ayant leur siège dans la commune est passé de 363 lors du recensement agricole de 1988  à 211 en 2000 puis à 186 en 2010 et enfin à 205 en 2020, soit une baisse de 44 % en 32 ans. Le même mouvement est observé à l'échelle du département qui a perdu pendant cette période 61 % de ses exploitations,. La surface agricole utilisée sur la commune a également diminué, passant de 12 856 ha en 1988 à 9 822 ha en 2020. Parallèlement la surface agricole utilisée moyenne par exploitation a augmenté, passant de 35 à 48 ha.

#### Spécialisations et produits du terroir

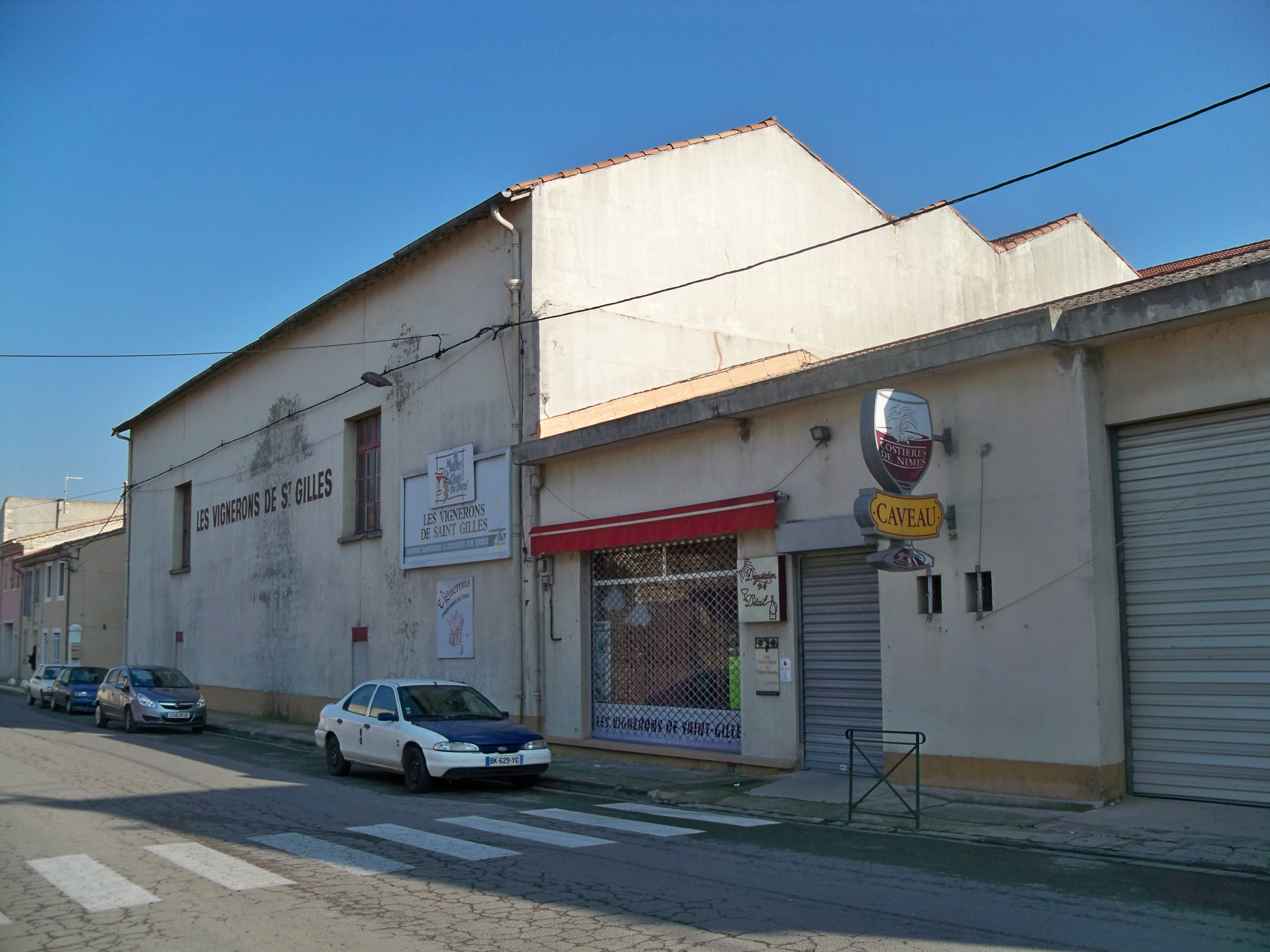
Cave coopérative viticole

L'agriculture est l'une des ressources économiques importantes de la commune de Saint-Gilles, avec environ 210 exploitations agricoles. La production est centrée sur 4 produits principaux :
Costières-de-nîmes
Une vingtaine de producteurs, sur environ 600 hectares de vignes, ainsi qu'une coopérative viticole.
Riz de Camargue
La production annuelle saint-gilloise approche les 50 000 tonnes.
Huile d'olive de Nîmes
Près de 100 hectares d'oliveraie.
Abricot de Saint-Gilles
Ganadería du Scamandre
Élevage de taureaux braves qui s'étend sur plusieurs hectares au Mas de Madame de Bramasset.

## Culture locale et patrimoine

### Patrimoine religieux

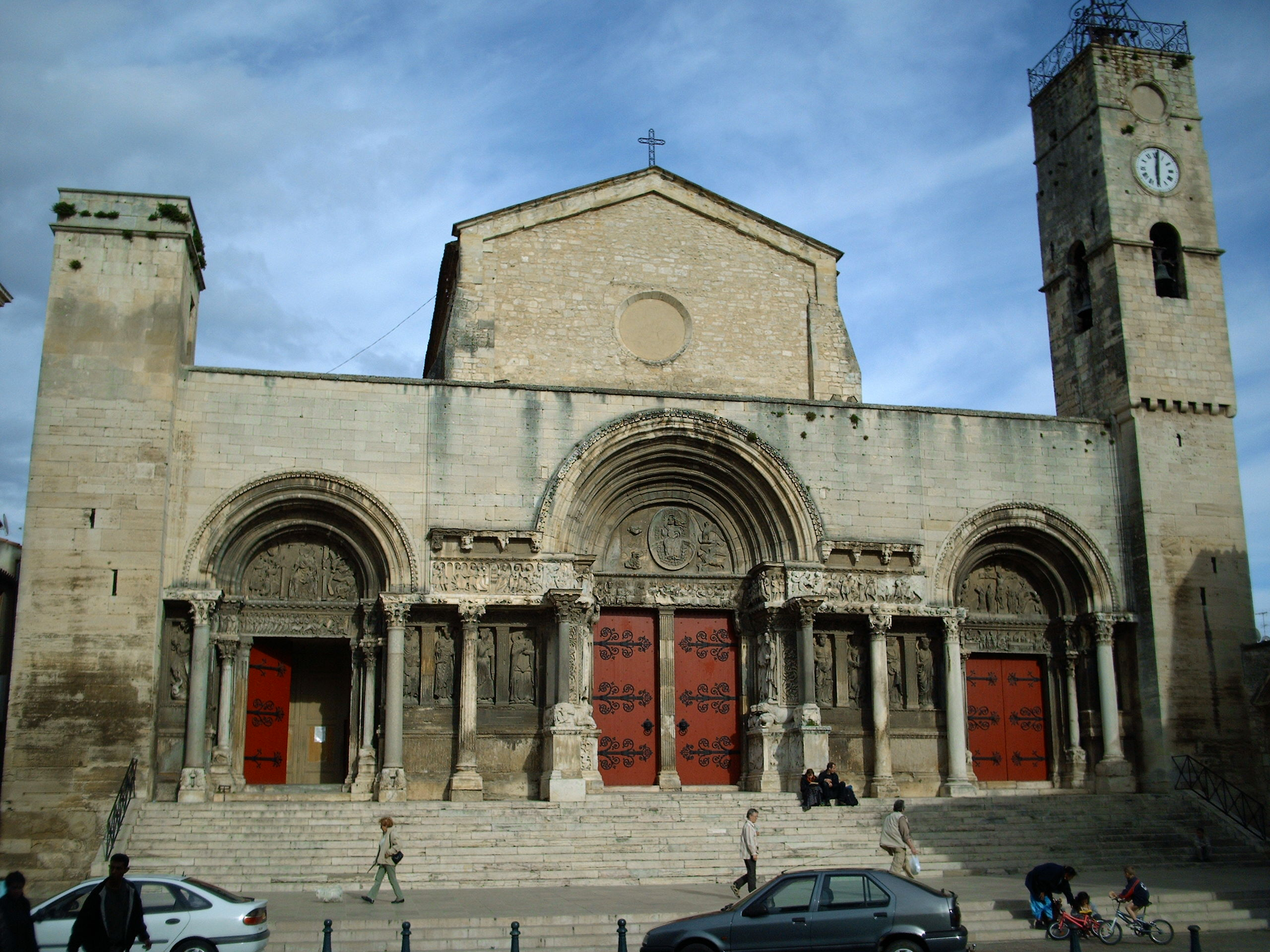
Façade de l'abbatiale

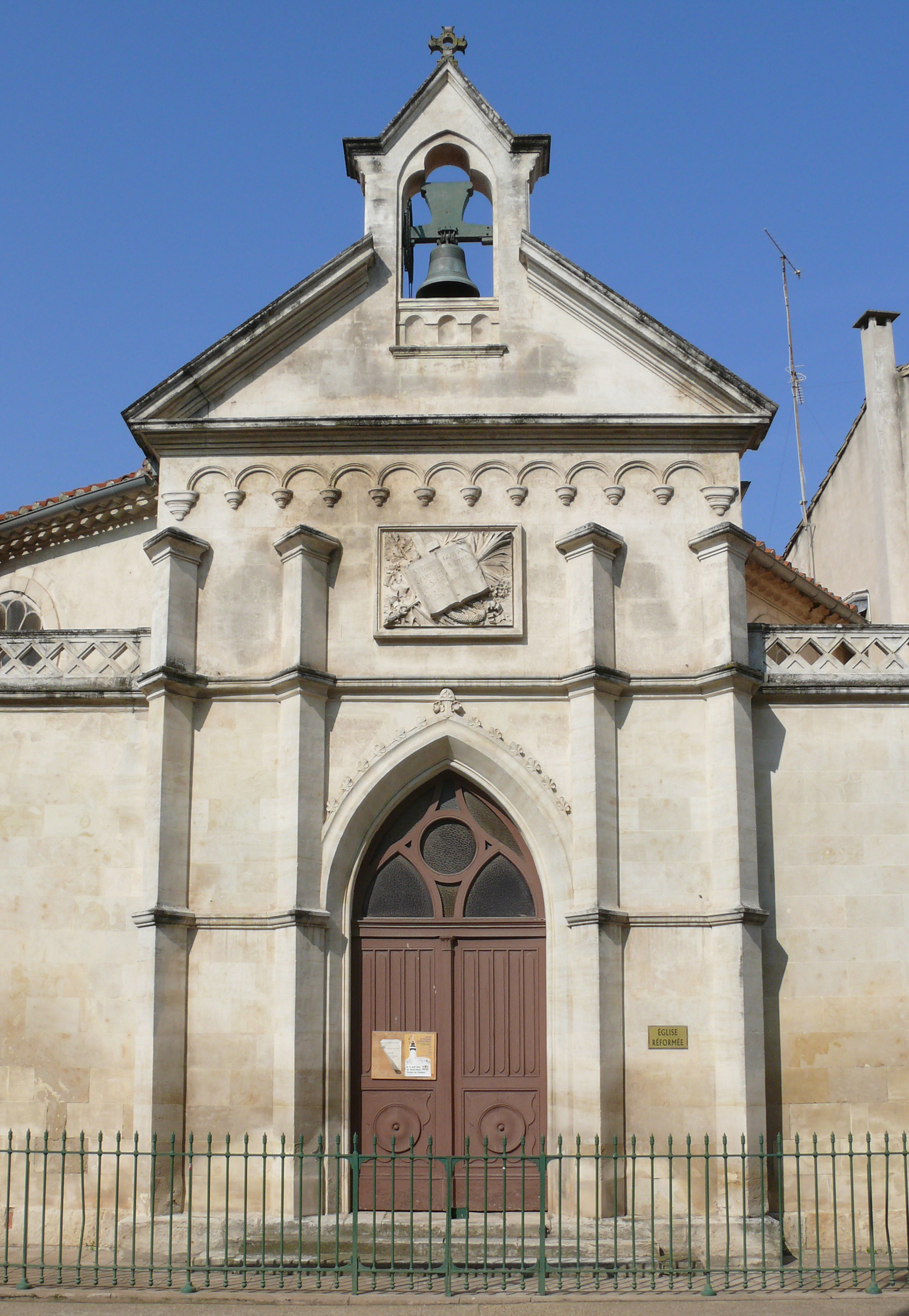
Église réformée de Saint-Gilles

- Abbatiale Saint-Gilles de Saint-Gilles du XIIe siècle classée sur la liste du patrimoine mondial de l'Unesco au titre d'étape sur les chemins de Saint-Jacques-de-Compostelle en France. Au sein des ruines de l'ancien chœur, à l'extérieur de l'église actuelle, un escalier en colimaçon a donné son nom à ce type d'ouvrage : c'est la Vis de Saint-Gilles et son exceptionnelle voûte hélicoïdale. Subsistent également la remarquable façade orientale dans sa partie basse flanquée de ses trois portes monumentales, ainsi que l'église basse, abritant le tombeau de saint Gilles. L'église haute actuelle fut reconstruite aux XVIIe et XVIIIe siècles, après les ravages des guerres de Religion. Ses dimensions furent largement réduites par rapport au plan original du XIIe siècle. L'édifice a été classé au titre des monuments historiques en 1840[70]. Plusieurs objets sont référencés dans la base Palissy[70].

- Ancienne abbaye, conservant une partie de ses bâtiments claustraux : l'ancien cellier, dit salle de Saint-Gilles ainsi qu'une partie des vestiges subsistants du cloître (inscription MH 28 décembre 1984).

- Église réformée de Saint-Gilles, seconde moitié du XIXe siècle, de style néo-gothique.
- Chapelle Sainte-Colombe de Saint-Gilles. L'édifice a été inscrit au titre des monuments historiques en 1949[71].

### Patrimoine civil
- La Maison romane, XIIe siècle, abritant aujourd'hui un musée.

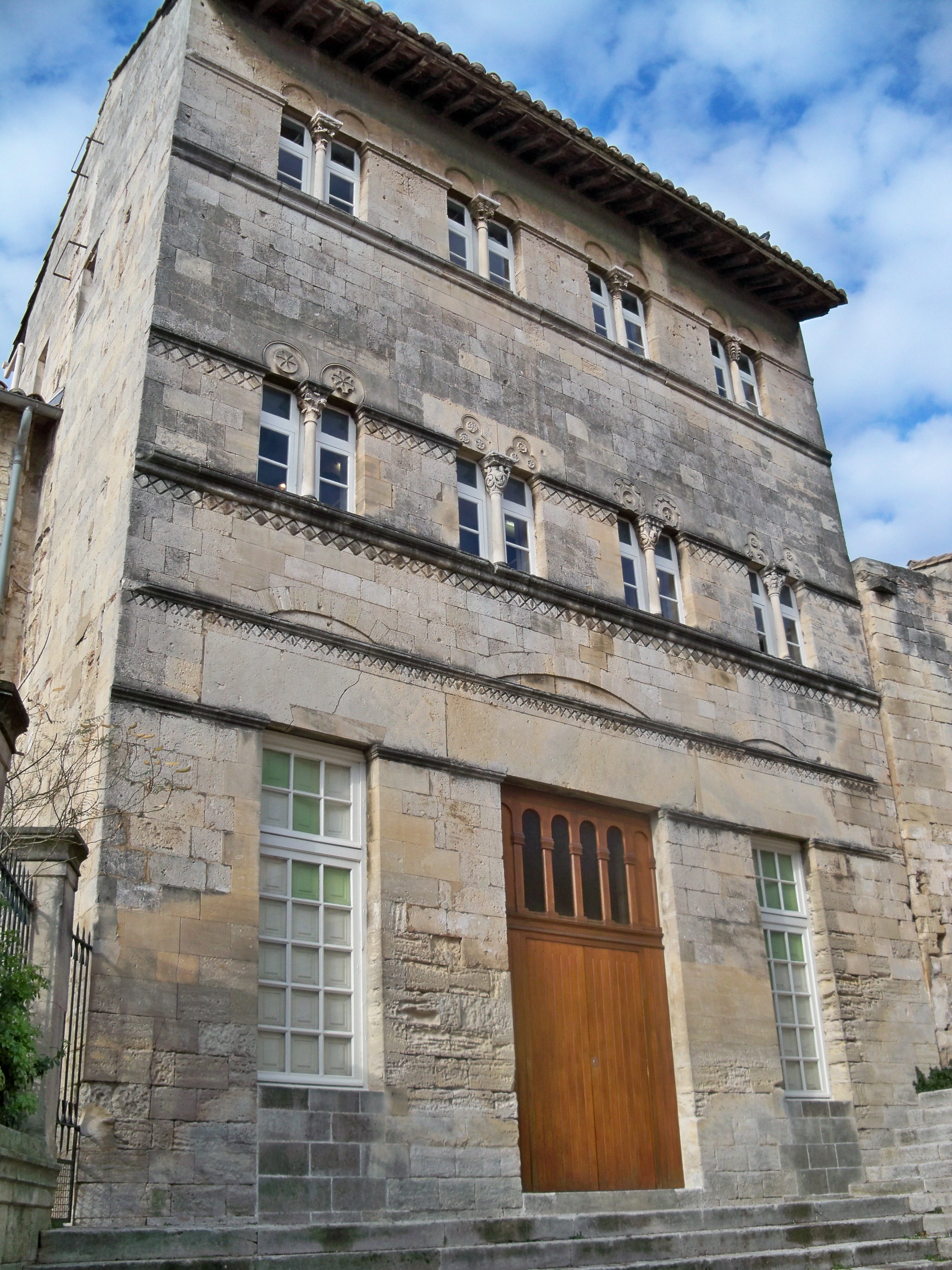
La Maison romane (XIIe siècle et XIIIe siècle)

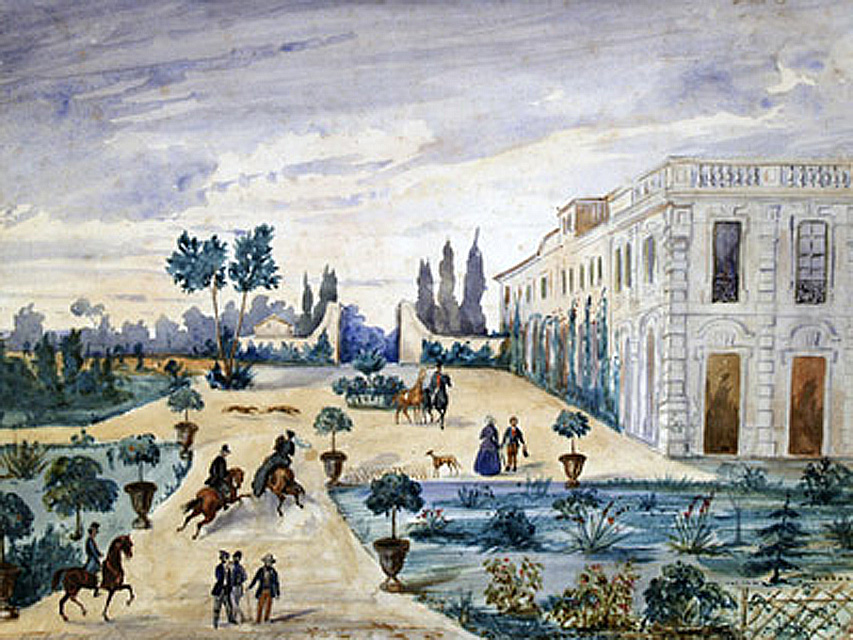
Le château d'Espeyran au XIXe siècle

- Saint-Gilles possède de charmantes ruelles anciennes, ainsi que certaines bâtisses des plus intéressantes pour les amoureux des vieilles pierres :
  - Maison du XIIe siècle, pierre sculptée sur le mur à l’angle des deux façades (inscription MH 28 octobre 1963), adresse : 5 rue Lamartine, place de la Liberté lieu-dit « la ville ». Propriété privée.
  - Maison du XIIIe siècle, motif d'angle figurant une cariatide à l'angle de la maison (inscription MH 6 décembre 1949), À voir : statue, adresse : place de la Liberté, propriété privée.
  - Maison des XIIe et XIVe siècles, façade (inscription MH 17 décembre 1936), adresse 31, rue de l’hôtel de ville, propriété privée.
  - Maison, statue de Saint-Gilles et sa niche à l'angle de la maison (inscription MH 6 décembre 1949), adresse : Rue de l’Hôtel de ville), propriété privée.
  - Maison en pierre sculptée qui se trouve sur la façade (inscription MH 20 janvier 1964), adresse : 5, place Ernest Blanc, propriété privée.
  - Maison des XIIe et XIVe siècles, façade sur rue et toiture correspondante (inscription MH 28 octobre 1963), adresse : 4, rue Baudin, propriété privée.
  - Mas de Liviers, ferme du XVIIe siècle, façade avec son inscription de marbre et armoiries de F. de Liviers (inscription MH 7 octobre 1935), propriété privée.
  - Chapelle Sainte-Colombe XIIe siècle (inscription 6 décembre 1949), propriété privée.
- L'hôtel de ville, fin XIXe siècle, surplombant la ville et la plaine de Camargue.
- Les halles, fin XIXe siècle, au sud de l'ancienne abbatiale, caractéristiques de l'architecture dite "Baltard".
- Le monument commémoratif, proche de l'abbatiale, est dû au ciseau d'Henri Bouchard.
- Le château d'Espeyran, fin XIXe siècle (inscription MH 29 octobre 1975), propriété de l’État. Ensemble typique de l'architecture bourgeoise sous le Second Empire et la IIIe République. Possède une grande partie de son mobilier d'époque. C'est là qu'est situé le Centre national du microfilm et de la numérisation qui accueille une importante réserve des microfilms français.
- L'aéroport de Nîmes-Garons est situé en partie sur la commune de Saint-Gilles.
- Le pont de Saint-Gilles sur le Petit-Rhône, construction en bow-string, 1999.

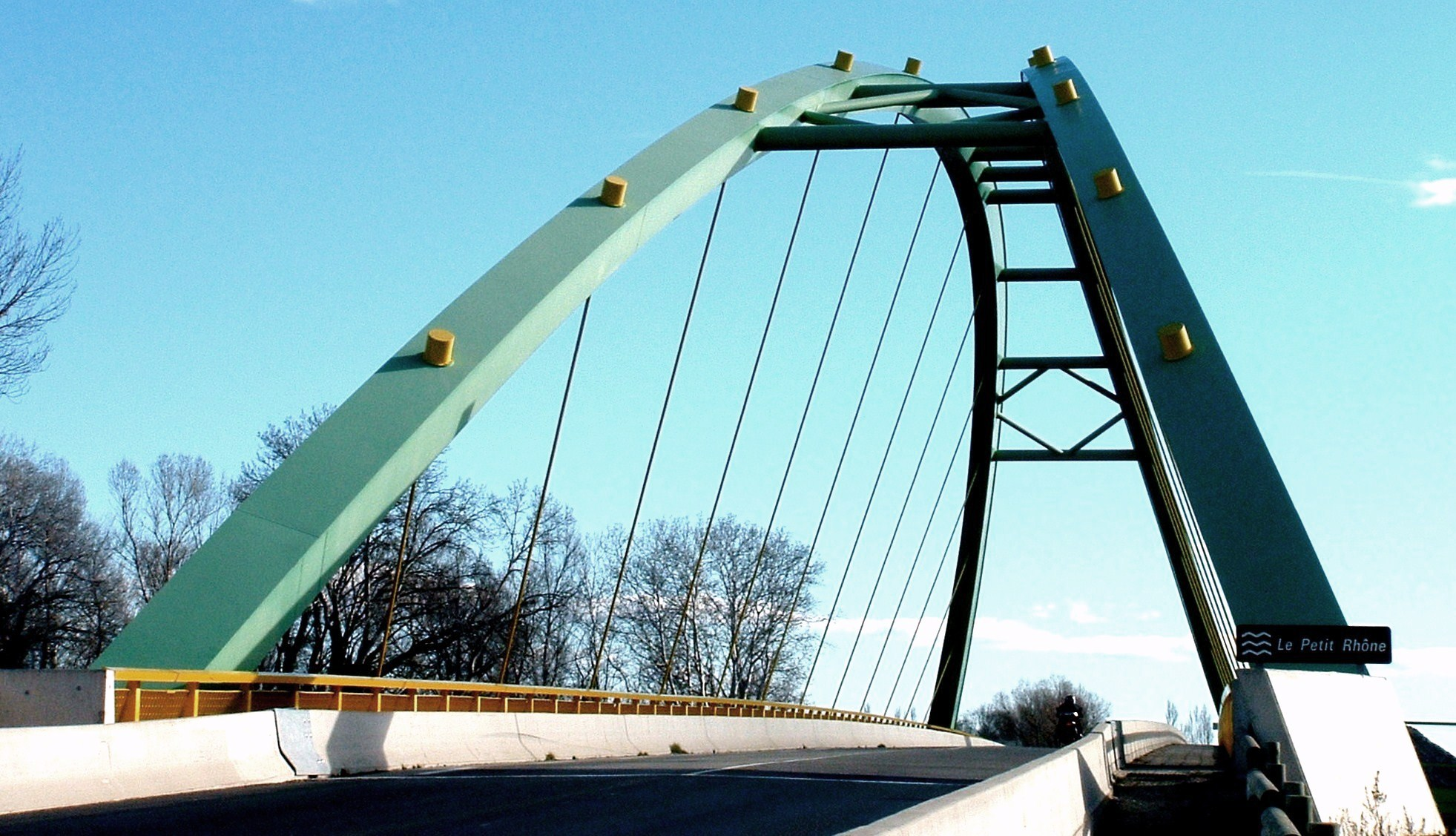
Pont sur le Petit-Rhône
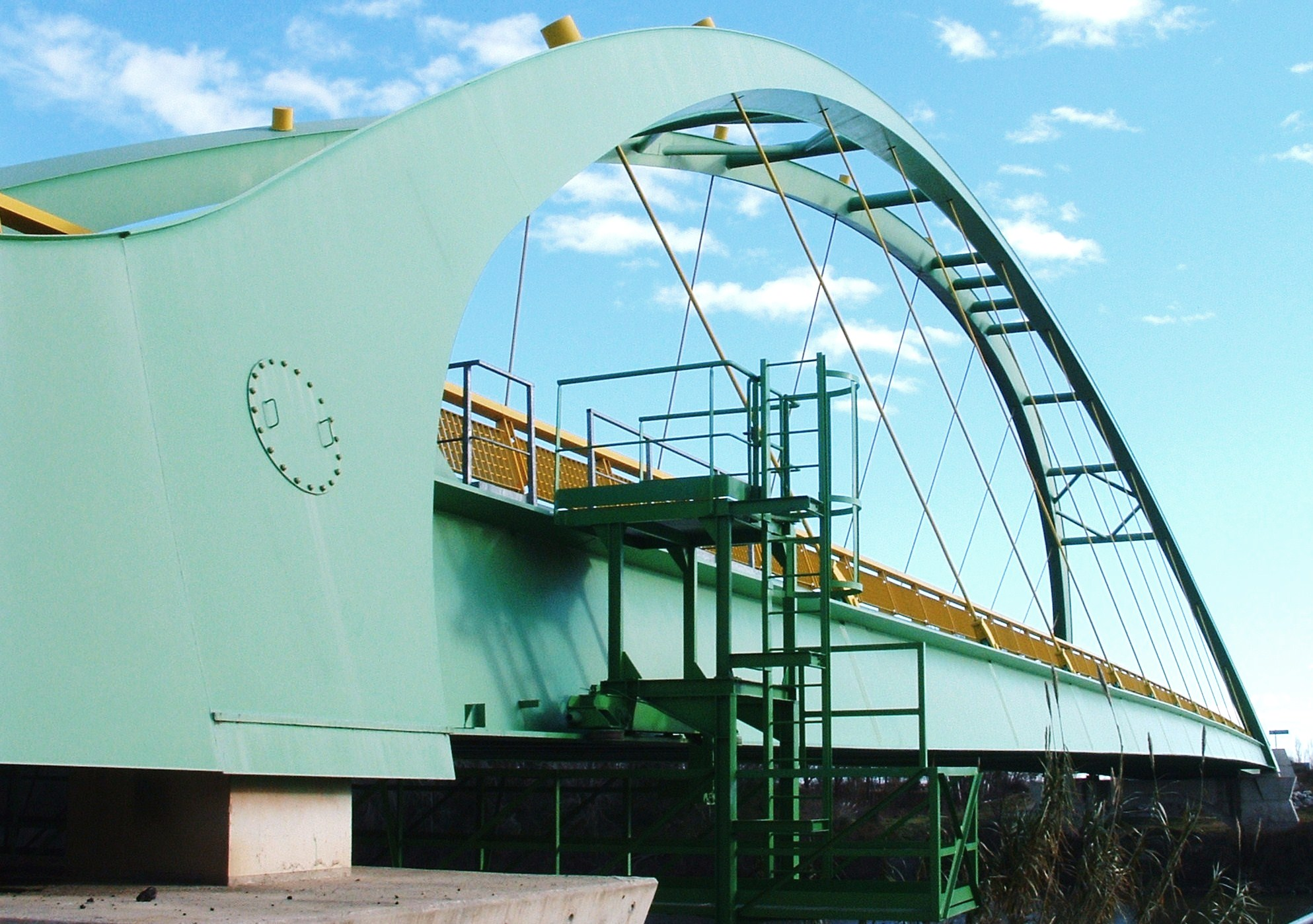
Pont sur le Petit-Rhône

- En therme culinaire on peut citer l'Agriade Saint-Gilloise et la Fougasse Saint-Gilloise.
- Saint-Gilles dispose d'une salle qui fait fonction de théâtre et de salle de cinéma.

#### Patrimoine environnemental
- Le Marais du Cougourlier, dont les abords ont été aménagés par le Syndicat mixte pour la protection et la gestion de la Camargue gardoise. Les sentiers du marais ainsi balisés permettent la découverte du patrimoine naturel et culturel camarguais.

## Équipements et services

### Transports urbains

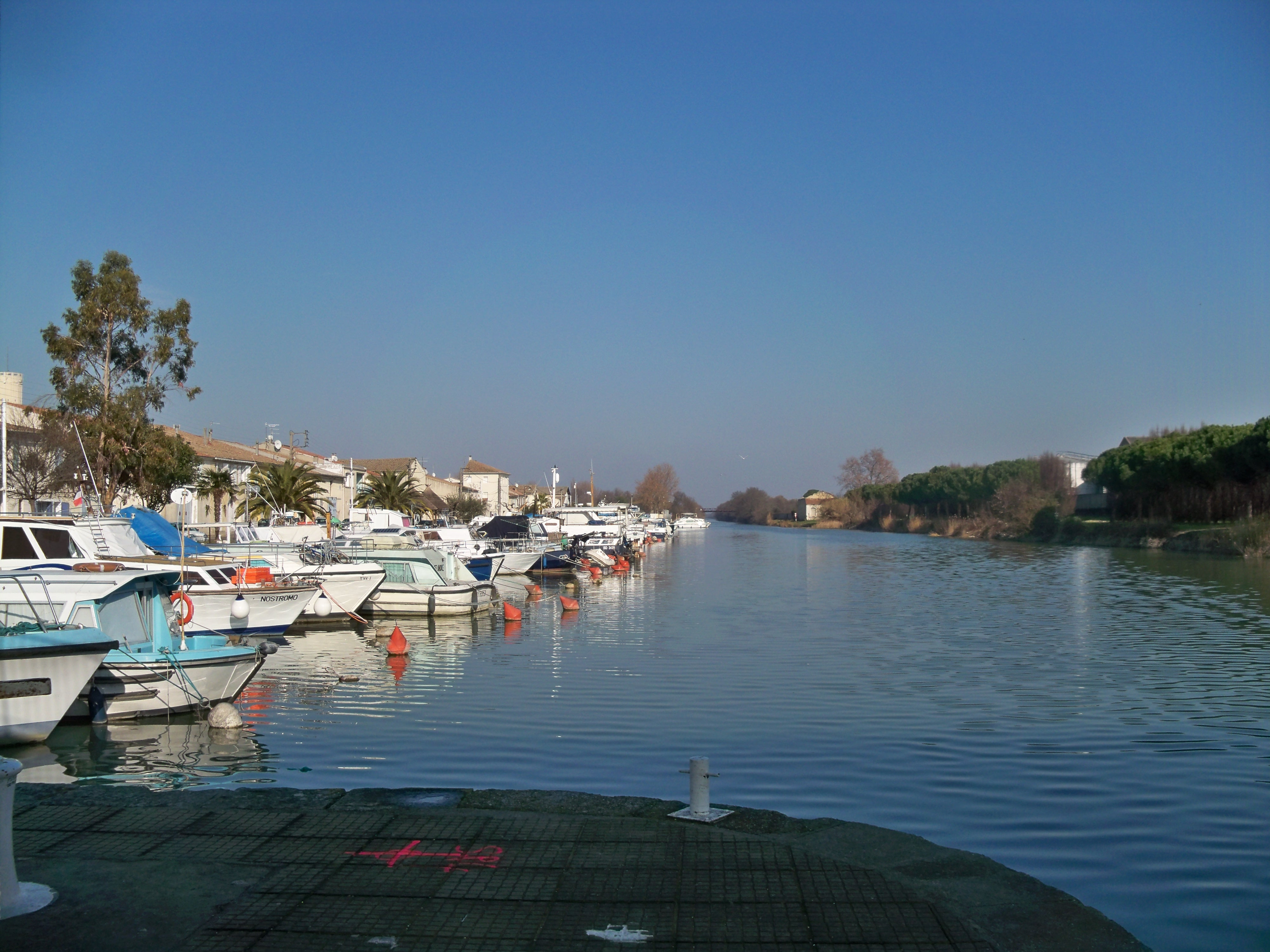
Port de plaisance.

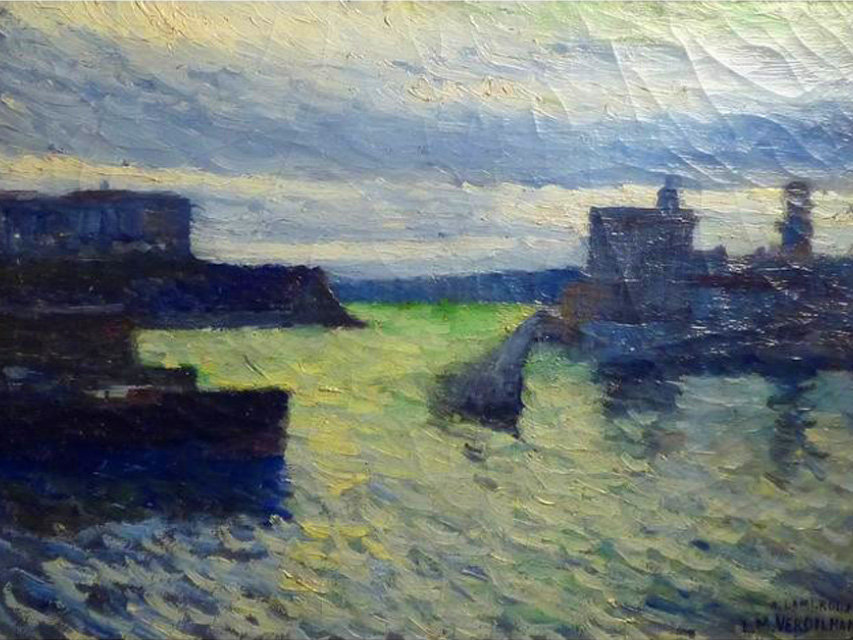
Saint-Gilles-du-Gard, par Louis-Mathieu Verdilhan.

Plusieurs lignes de bus desservent la commune de Saint-Gilles :
3 lignes de bus de la société Tangobus
- Nîmes - Caissargues - Garons - Saint-Gilles - Garons - Caissargues - Nîmes
- Saint-Gilles - Collège Jean Vilar
- Saint-Gilles - Générac - Milhaud ;

1 ligne des transports Edgard
- Beaucaire - Bellegarde - Saint-Gilles - Bellegarde - Beaucaire.

La commune dispose également d'un port de plaisance, sur le canal du Rhône à Sète.

### Enseignement
Les écoliers de Saint Gilles commencent leur étude sur la commune, qui compte 5 écoles maternelles publiques (Frédéric Mistral, Jean Jaurès, Les Calades, Le Ventoulet, Jean Moulin), 4 écoles élémentaires publiques (Victor Hugo, Jules Ferry, Laforêt, Jean Moulin), 1 école primaire/maternelle privée (Li Cigaloun), et 1 collège (Jean Vilar).

### Santé
Plusieurs professionnels de santé sont installés à Saint Gilles : 8 médecins, 8 kinésithérapeutes, 12 infirmiers, 4 dentistes, ainsi que des ophtalmologues, et opticiens.

## Vie locale

### Cultes
Plusieurs religions disposent d'un lieu de cultes sur la commune : l'abbatiale de Saint Gilles (Diocèse de Nîmes), pour le culte catholique, un temple protestant, et une mosquée.

### Personnalités liées à la commune

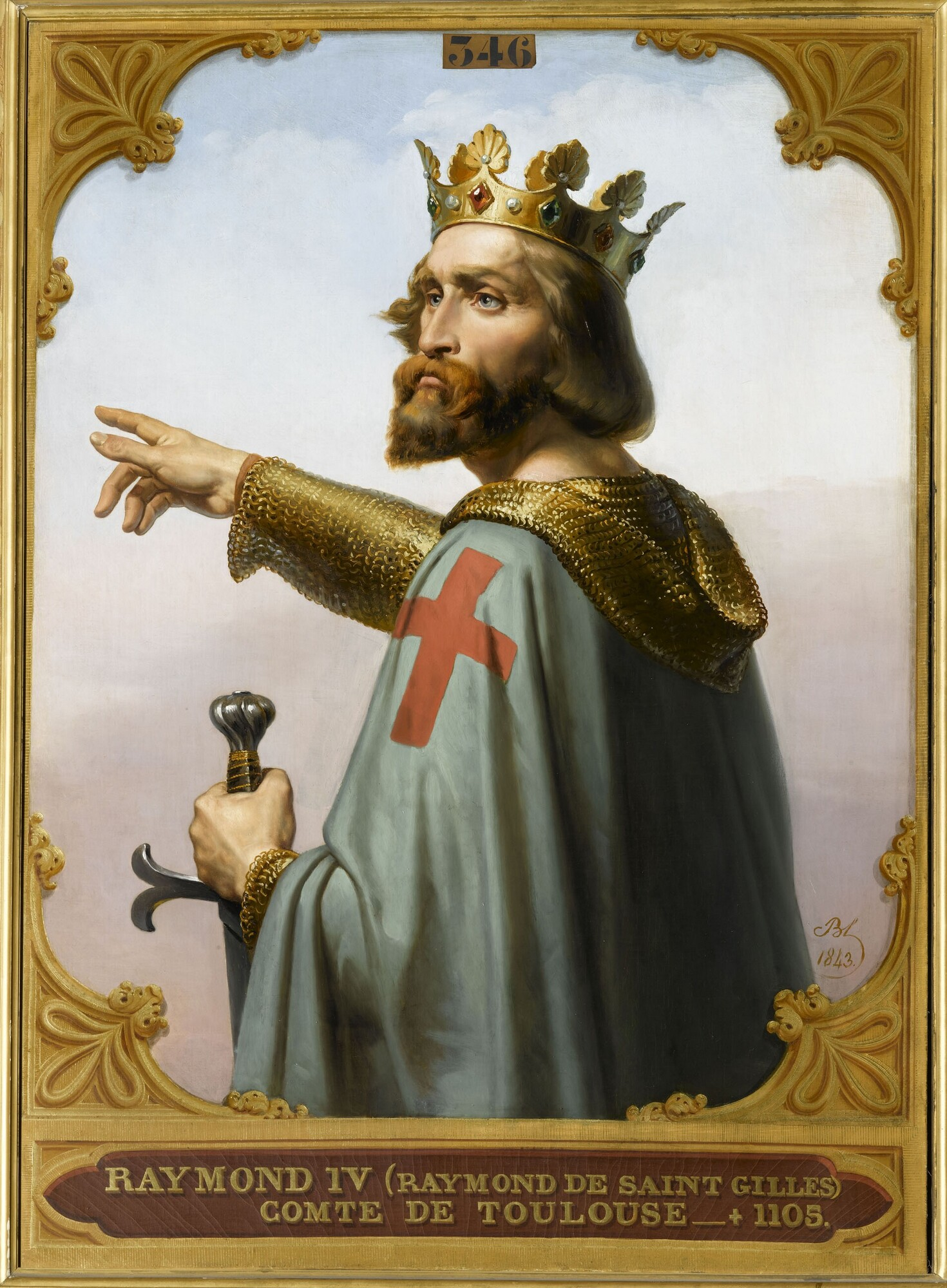
Raymond IV, dit de Saint-Gilles, comte de Toulouse.

- Gilles l'Ermite, de son nom grec Ægidius, est enseveli sous l'abbaye de Saint-Gilles depuis le VIIe siècle.
- Raymond IV dit de Saint-Gilles (vers 1042 - † 1105), comte de Toulouse.
- Bertrand de Saint-Gilles (vers 1065 † 1112), comte de Toulouse, de Rouergue, d’Agen, d’Albi et du Quercy, marquis de Gothie, de Provence et duc de Narbonne.
- Isaac Ben Abba Mari (vers 1122 - † 1193), rabbin, savant talmudiste et codifier juif provençal.
- Clément IV, pape de 1265 à 1268, né à Saint-Gilles à la fin du XIIe siècle, inhumé à Viterbe (Italie). Il fut un proche ami de saint Thomas d'Aquin.
- Pierre de Castelnau, légat du pape, assassiné à Saint-Gilles en 1208. Cet événement fut le Casus Belli de la Croisade contre les Albigeois.
- Juan Fernández de Heredia (1310-1396), grand prieur de Saint-Gilles, capitaine pontifical et 32e grand maître des Hospitaliers de l'ordre de Saint-Jean de Jérusalem[76]
- Pierre Subleyras, peintre français né à Saint-Gilles. Il obtient le Prix de Rome en 1727.
- Louis-Mathieu Verdilhan, peintre français né à Saint-Gilles en 1875.
- Paul Roussenq, anarchiste français, né le 18 septembre 1885 à Saint-Gilles.
- Georges-Jean Arnaud, écrivain (La Compagnie des glaces, etc.), né à Saint-Gilles en 1928.
- Josette Spiaggia, professeur et peintre orientaliste, présidente d'association[77] et artiste primée par l'association poétique de Saint-Gilles.
- Jean-Marie André, homme politique, ancien député, ancien maire de Beaucaire, né à Saint-Gilles.
- Jules de Calvière, préfet et homme politique.
- Philippe Pérouse, maire de Saint-Gilles et député du Gard.
- Émile-Honoré Cazelles, médecin, philosophe et préfet.
- Guillaume Laforêt (1877-1937), poète français, né à Saint-Gilles.
- Gilbert Collard, conseiller municipal de la ville.
- Guilaine Londez, actrice française.
- Dora Doll, actrice française.

## Héraldique
| Blason de Saint-Gilles (Gard) | Blason  | D'azur à la biche couchée d'or, les pattes avant repliées, la tête contournée et blessée d'une flèche du même posée en barre. |
| Blason de Saint-Gilles (Gard) | Détails | |